# Mademoiselle cuisses longues
Pour plus de détails, voir Fiche technique et Distribution.
Mademoiselle cuisses longues (Giovannona Coscialunga disonorata con onore) est une comédie érotique italienne réalisée par Sergio Martino sortie en 1973.
Le film repropose le couple d'acteurs principaux de l'année précédente du film Fais vite, monseigneur revient ! et, comme le précédent film, il a un bon succès commercial,.

## Synopsis
L'industriel La Noce, sous enquête pour pollution de l'environnement et donc en quête de protection politique, est invité à s'adresser à l'honorable Pedicò, sexomaniaque connu, et à gagner sa sympathie en offrant les grâces de son épouse, en plus d'une somme d'argent.
Malheureusement, l'épouse du pollueur est une bigote et La Noce charge sa secrétaire de la remplacer par une belle escort-girl. Le comptable Albertini engage ainsi « Cocò », une prostituée de sa connaissance aux formes débordantes.

## Fiche technique
- Titre : Mademoiselle cuisses longues
- Titre original : Giovannona Coscialunga disonorata con onore
- Réalisation : Sergio Martino
- Sujet : Tito Carpi, Luciano Martino
- Scénario : Francesco Milizia, Carlo Veo, Franco Mercuri
- Photographie : Stelvio Massi
- Montage : Attilio Vincioni
- Musique : Guido De Angelis, Maurizio De Angelis
- Décors : Giovanni Natalucci
- Genre : comédie érotique
- Durée : 94 min.
- Pays de production :  Italie
- Année : 1973

## Distribution
- Edwige Fenech : Giovannona Coscialunga, dite Cocò
- Pippo Franco : Mario Albertini, le comptable
- Vittorio Caprioli : le député Pedicò
- Gigi Baliste : le commandeur La Noce
- Riccardo Garrone : Robertuzzo
- Francesca Romana Coluzzi : Marie
- Vincenzo Crocitti : le conducteur du train
- Nello Pazzafini : Franceschino
- Gino Pagnani